# Rezzato
Rezzato – miejscowość i gmina we Włoszech, w regionie Lombardia, w prowincji Brescia.
Według danych na rok 2004 gminę zamieszkiwało 12 276 osób, 682 os./km².